# Itagüí Leones Fútbol Club
- No confundirse con el Itagüí Ditaires, antigua denominación de Águilas Doradas Rionegro ni con el Itagüí Fútbol Club.

Itagüí Leones Fútbol Club es un club de fútbol colombiano fundado el 15 de febrero de 1944 y refundado en 2015 del municipio de Itagüí, en Antioquia. Juega en el Torneo de Ascenso. En el 2018 participó en la Primera división del fútbol profesional colombiano.
En la categoría de ascenso el club fue conocido originalmente como Deportivo Rionegro, y tuvo como sedes a los municipios antioqueños de Rionegro, Bello, Turbo, Envigado e Itagüí
En 2015, el equipo se trasladó al municipio de Turbo, Antioquia, y en 2016, se trasladó primero antes de finalizar el todos contra todos a Envigado y en el cuadrangular final al municipio de Itagüí, Antioquia.

## Historia

### Deportivo Rionegro
El Deportivo Rionegro se fundó alrededor del año 1944, su primer presidente fue Libardo Sánchez, Vicepresidente, Jorge Tobón V, y su primer entrenador fue Alfonso “El Che” Piedrahíta. Gracias a su actuación en la temporada 1961-1962 ascendió a la categoría A departamental tras derrotar al Colo-Colo (2-1) y a la U.P.B (5-0). Su permanencia en esta categoría duró hasta 1968 cuando después de una mala actuación en esta campaña descendió nuevamente a la B departamental.
El 14 de julio de 1977 se le dio al Rionegro la Personería Jurídica del “Club Deportivo Rionegro” mediante la resolución N.º 20386. En 1978 el equipo perdió la posibilidad de continuar en la Categoría B Departamental y bajó al Ascenso Mayores tercera categoría de la Liga Antioqueña.
En 1979 Alfonso Restrepo y Oliverio Echeverri tomaron las riendas del equipo, y alcanzaron el campeonato de la Primera B del Fútbol Aficionado en el departamento de Antioquia; luego en 1981 la dirección técnica fue tomada por Marcos Gutiérrez y en ese mismo año los antioqueños ganaron el Campeonato de la Copa Oriente Riotex 10 Años, Categoría Mayores. En 1982 el equipó de Ascenso Mayores logró obtener el título de campeón departamental, y retomó su casilla en el Torneo de la Primera B.
A partir de los años 80s los logros de este club se hicieron más abundantes hasta llegar al Torneo de la Primera B Profesional, segunda categoría del fútbol profesional colombiano, 1991 fue un año histórico para el Deportivo Rionegro, porque participó en la Primera B Profesional Copa Concasa, patrocinador del torneo en ese entonces, lo que significó el comienzo de la etapa profesional del equipo. ya en 1992 queda penúltimo y en 1997 queda noveno.
En 1993 y bajo las órdenes del Profesor Carlos Augusto Navarrete, Rionegro fue protagonista, con un meritorio Quinto Puesto, que lo distinguió entre uno de los mejores equipos de esta categoría. Los Leones del Oriente fueron cuartos en 1994, 1995, 1995-96, 1996-97, 1998, 1999, 2000 y 2002, pero su mejor presentación fue en el campeonato del 2001 cuando logró el subcampeonato con el técnico Orlando Restrepo.

#### Subcampeón 2008 de la Primera B
Antes del subtítulo en la temporada 2008 el equipo hizo buenas y aceptables campañas en (2003, 2005, 2006 y 2007) y después del subtítulo en (2009, 2010, 2011, 2012 y 2013) a excepción de (2004) donde quedó penúltimo.
El Deportivo Rionegro, con René Higuita como su capitán y figura, y en el mando del técnico Óscar Aristizabal consiguió ganar el primer torneo de la Primera B 2008, al derrotar en la final al Unión Magdalena, pero en el segundo torneo su rendimiento fue muy discreto y con esto no pudo llegar a la final del segundo torneo del año para buscar el ascenso directo a Primera A. La final por el título de la Primera B la disputa frente al Real Cartagena, cayendo en el marcador global de 2-4; posteriormente jugó el partido de Serie de Promoción con el Envigado F. C., pero perdió por marcador de 3-1 en el global.
En el torneo finalización de la Primera B 2012 queda subcampeón ante Alianza Petrolera.
En el torneo finalización de la Primera B 2013 queda subcampeón ante Fortaleza.
Rionegro era hasta ese momento el único equipo colombiano que había participado en todos los torneos de la Primera B, desde 1991 hasta su cambio de razón social, además de ser un tradicional equipo del fútbol aficionado de Antioquia.

### Inicio de la era Leones
En el año 2014 se traslada de su lugar de origen; Rionegro, al municipio de Bello, también del departamento de Antioquia. Al realizar este traslado cambia también su razón social llamándose el equipo Leones F.C, nombre aprobado por Coldeportes a partir del 2015, por lo que en el año 2014 siguió compitiendo bajo el nombre de Deportivo Rionegro y quedó subcampeón del torneo finalización ante Deportes Quindío.
Sin embargo, en enero del 2015 se anunció su traslado hacia el municipio de Turbo (Antioquia) luego de que la Dimayor aprobó dicho traslado, convirtiéndose de este modo en el primer equipo de la división mayor del fútbol Colombiano en ocupar el estadio de Urabá "John Jairo Tréllez". Este traslado principalmente se dio por motivos económicos, puesto que como lo dijo Jaime Robledo, presidente del club, terminaron "con un déficit importante y lo mejor para todos era buscar una nueva alternativa".
Además en el año 2015 el equipo Águilas Doradas que había jugado en Itagüí de (2008 al primer semestre de 2014) y Pereira en el Torneo Finalización 2014 y algunos partidos del Torneo Apertura 2015 se trasladó al Municipio de Rionegro y desde entonces representa a este lugar antioqueño en la Categoría Primera A.
Desde 2016 el equipo jugó la primera vuelta en Turbo y cinco partidos de la segunda vuelta en el estadio Polideportivo Sur de Envigado y el cuadrangular final en Itagüí y desde ahí es conocido como Itagüí Leones y estuvo cerca de lograr el Ascenso pero empató en la última fecha con el equipo Deportivo Pereira y entre ambos se hicieron daño ya que ninguno de los dos equipos logró ascender a la Categoría Primera A y el que ascendió fue el equipo Tigres que le ganó a Bogotá F. C. 1-0.

### El ascenso en 2017
Luego de la temporada 2016 en que dejaron en el camino al Deportivo Pereira, Leones consiguió su ascenso a la Primera A en la temporada 2017 de la Primera B luego de vencer al Club Llaneros en la final del Torneo Finalización o segundo semestre y ser primero en la tabla de Reclasificación, Finalmente perderían el título de la Primera B contra Boyacá Chicó en puntos del tiro penal luego de empatar ambos encuentros de la Gran Final, pero aseguran su ascenso al finalizar como líderes de la tabla de reclasificación.

### El descenso en 2018
El equipo antioqueño tuvo un desempeño muy inferior a lo que se esperaba. Debutó el sábado 3 de febrero en el Estadio Metropolitano Ciudad de Itagüí con derrota 1-2 ante América de Cali. Durante la temporada solo consiguió tres triunfos, en el Apertura 2018 venció en casa al Deportivo Pasto por 2-1 en la fecha 5 y por la fecha 15, ganó también como local sobre Millonarios FC por el mismo marcador. En el Torneo Finalización 2018 logró su única victoria en calidad de visitante ante Atlético Huila en Neiva por 3-2 en la fecha 7, el 1 de septiembre de ese año.
Desde esa fecha el equipo no volvió a ganar, acumulando 12 fechas sin festejar triunfos. Su entrenador, Juan Carlos Álvarez, dejó la dirección técnica del equipo y fue reemplazado por Luis Amaranto Perea, que asumiría el cargo. Su descenso a la Primera B se consumó con una derrota 0-2 ante La Equidad en condición de local, el 14 de octubre. Su último juego en Primera División para esa temporada fue ante Atlético Nacional en el Metropolitano de Itagüí, empatando a 2 tantos y eliminando al equipo verdolaga de los cuartos de final del torneo.
En la Copa Colombia 2018 superó en la fase 3 al Deportivo Pereira. En octavos de final supera en penaltis al América de Cali, en cuartos de final a La Equidad y llega hasta semifinales quedando eliminado por Atlético Nacional que luego en la gran final quedó campeón ante Once Caldas.
En el 2019, en el torneo apertura, quedó séptimo del todos y en el grupo A quedó tercero, siendo superado por Cortuluá.
En la temporada 2020 y 2021-I clasificó a los cuadrangulares, pero fue superado por Cortuluá.

## Símbolos

### Escudo

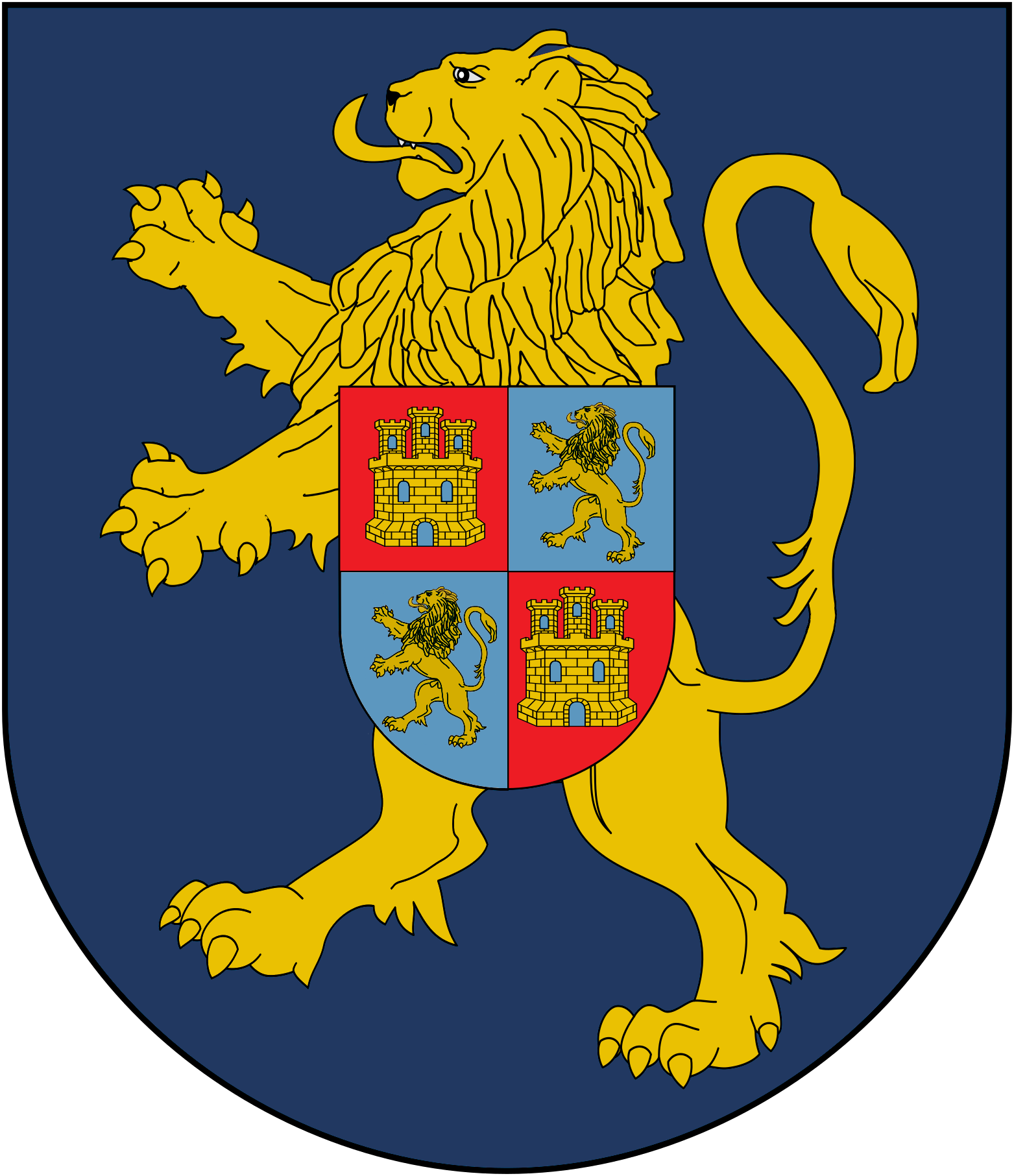
Escudo del municipio antioqueño de Rionegro, el cual en su momento inspiró el escudo del Deportivo Rionegro y por extensión inspira el de Itagüí Leones.

El escudo actual es una reminiscencia al escudo original del Deportivo Rionegro, el cual a su vez estaba inspirado en el escudo de armas del municipio antioqueño de Rionegro, cuya figura central es un león rampante. El nuevo escudo, adoptado tras el traslado del club y en el que figura tan solo la cabeza de un león ha tenido dos variantes en cuanto al color, mientras el equipo estuvo en el municipio de Bello los colores del escudo fueron azul y blanco, con su traslado a Turbo se adoptaron los colores amarillo y verde, los cuales aparecen en la bandera de dicho municipio y se consideran simbólicos del Urabá Antioqueño; el nuevo traslado, esta vez al municipio de Itagüí, no supone variación alguna del escudo, ya que en la bandera de dicho municipio también aparecen los colores amarillo y verde, así mismo el amarillo se ha caracterizado por ser el color distintivo de los equipos deportivos del municipio.

### Uniforme
Durante su historia deportiva “los Leones” han vestido diferentes uniformes. A principios de los años 60s el uniforme rojo y azul fue cambiado por uno totalmente blanco, el cual duró como oficial hasta el año 75 cuando al blanco se le sumó el rojo.
- Uniforme titular: Camiseta, pantalón y medias amarillas con detalles verdes.
- Uniforme alternativo: Camiseta, pantalón y medias blancas con detalles verdes.

| Período     | Proveedor de Uniformes | Patrocinador Comercial |
| ----------- | ---------------------- | --- |
| 2012 - 2013 | Corner                 | - Gimnasio People - Alcaldía de Rionegro (Antioquia) |
| 2014        | Novo                   | - Cotrafa - Gimnasio People - Alcaldía de Bello (Antioquia) |
| 2015 - 2021 | Novo                   | - Antioquia la más educada - Indeportes Antioquia - Colanta - Comfamiliar Camacol - Alcaldía de Turbo - Gimnasio People                                                                           |
| 2022 -      | Attle                  | - BetPlay - Alcaldía de Itagüí - Colanta - Aguardiente Antioqueño - Cotrafa Cooperativa Financiera - Instituto de Cultura, Recreación y Deporte de Itagüí - SmartFit - Lotería de Medellín - 7x24 |

## Estadio
En la era profesional entre 1991 y 2013 el club conocido como Deportivo Rionegro jugaba como local en el estadio Alberto Grisales. En el año 2014 era local en el estadio Tulio Ospina, de grama sintética en el municipio de Bello.
Para el año 2015 se da el cambio de nombre a Leones, y por consiguiente su traslado al estadio John Jairo Tréllez del municipio de Turbo. A partir de octubre de 2016 se traslada al estadio Ditaires del municipio de Itagüí, el cual se convierte en su casa definitiva.

## Rivalidades

### Clásicos del fútbol Antioqueño
Itagüí Leones vs. Envigado F. C.

Itagüí Leones vs. Rionegro Águilas

Itagüí Leones vs. Atlético Nacional

Itagüí Leones vs. Independiente Medellín

## Datos del club
- Puesto histórico: 42.º
- Temporadas en 1.ª: 2 (2018)
- Temporadas en 2.ª: 29 (1991-2017). Cómo Deportivo Rionegro: 24 (1991-2013); Como Leones Bello: 1 (2014); Como Leones Urabá: 1 (2015); Como Itagüí Leones: 8 (2016-2017,2019-presente).

## Jugadores

### Plantilla 2025-II
- Los equipos colombianos están limitados a tener en la plantilla un máximo de cuatro jugadores extranjeros. La lista incluye sólo la principal nacionalidad de cada jugador.
- Para la temporada 2020 la Dimayor autorizó únicamente la inscripción de 30 jugadores.[82]

### Extranjeros
| Nacionalidad | N.º | Jugadores                  |
| ------------ | --- | -------------------------- |
| Honduras     | 1   | Alonzo Guadalupe Hernández |
| Paraguay     | 1   | Francisco García           |
| Suecia       | 1   | Kevin Aladesanmi           |

## Entrenadores
| Entrenadores                         | Temporada          |
| Deportivo Rionegro                   | Deportivo Rionegro |
| ------------------------------------ | ------------------ |
| Orlando Restrepo                     | 1991 - 1992        |
| Óscar Aristizábal                    | 1992               |
| Carlos Navarrete                     | 1993 - 1999        |
| Orlando Restrepo                     | 2000 - 2002        |
| Carlos Navarrete                     | 2003 - 2004        |
| Víctor González Scott                | 2005               |
| Óscar Aristizábal                    | 2006 - 2008        |
| Albeiro García                       | 2009 - 2010        |
| Wiston Cifuentes                     | 2010 - 2011        |
| Álvaro Hernández                     | 2011 - 2014        |
| Itagüí Leones                        |                    |
| Álvaro Hernández                     | 2015               |
| Juan Carlos Álvarez                  | 2016 - 2018        |
| Luis Amaranto Perea                  | 2018 - 2019        |
| Álvaro Hernández                     | 2019 - 2023        |
| Gerardo Londoño (E) Jhoan Bedoya (E) | 2023               |
| Giovanny Ruiz                        | 2023 - 2024        |
| Felipe Merino                        | 2025-presente      |

## Palmarés

### Torneos nacionales
- Ganador del Torneo Finalización de la Primera B (1): 2017.[83]
- Ganador del Torneo Apertura de la Primera B (1): 2008.[84]
- Subcampeón de la Primera B (3): 2001, 2008,[84] 2017.

### Torneos departamentales
- Categoría Departamental B: 1962[84]
- Categoría Ascenso Mayores: 1982[84]
- Primera B del Fútbol Aficionado: 1979[84]
- Copa Oriente Riotex 10 Años: 1981[84]

## Itagüí Leones Futsal
En el 2017 el club se unió a la Liga Colombiana de Fútbol Sala torneo organizado por la Federación Colombia de Fútbol, el debut del equipo será el 26 de febrero en Cartagena de Indias frente a Inter Cartagena por el grupo C.